# 정상진 (야구인)
정상진(1964년 12월 10일 ~ )은 전 KBO 리그 야구 선수의 외야수이다.